# Ministri degli affari esteri dell'Irlanda
I ministri degli affari esteri dell'Irlanda dal 1919 ad oggi sono i seguenti.

## Lista

### Repubblica irlandese (1919-1922)
| Ministro      | Ministro       | Ministro                               | Partito                  | Governo        | Mandato         | Mandato          |
| Ministro      | Ministro       | Ministro                               | Partito                  | Governo        | Inizio          | Fine             |
| ------------- | -------------- | -------------------------------------- | ------------------------ | -------------- | --------------- | ---------------- |
| Affari esteri |                |                                        |                          |                |                 |                  |
|               |                | George Noble Plunkett (1851-1948)      | Sinn Féin                | Brugha         | 22 gennaio 1919 | 1º aprile 1919   |
| De Valera I   | 1º aprile 1919 | George Noble Plunkett (1851-1948)      | Sinn Féin                | 26 agosto 1921 |                 |                  |
|               |                | Arthur Griffith (1872-1922)            | Sinn Féin                | De Valera II   | 26 agosto 1921  | 10 gennaio 1922  |
|               |                | George Gavan Duffy (1882-1951)         | Sinn Féin (pro-Trattato) | Griffith       | 10 gennaio 1922 | 26 luglio 1922   |
|               |                | Arthur Griffith (1872-1922)            | Sinn Féin (pro-Trattato) | Griffith       | 26 luglio 1922  | 12 agosto 1922   |
|               |                | Michael Hayes (ad interim) (1881-1954) | Sinn Féin (pro-Trattato) | Griffith       | 21 agosto 1922  | 9 settembre 1922 |
|               |                | Desmond FitzGerald (1888-1947)         | Sinn Féin (pro-Trattato) | Cosgrave I     | 30 agosto 1922  | 6 dicembre 1922  |

### Stato Libero d'Irlanda (1922-1937)
| Ministro       | Ministro        | Ministro                                         | Partito                                                              | Governo           | Mandato         | Mandato           |
| Ministro       | Ministro        | Ministro                                         | Partito                                                              | Governo           | Inizio          | Fine              |
| -------------- | --------------- | ------------------------------------------------ | -------------------------------------------------------------------- | ----------------- | --------------- | ----------------- |
| Affari esterni |                 |                                                  |                                                                      |                   |                 |                   |
|                |                 | Desmond FitzGerald (1888-1947)                   | Sinn Féin (pro-Trattato) (1922-1923) Cumann na nGaedheal (1923-1927) | Cosgrave II       | 6 dicembre 1922 | 19 settembre 1923 |
|                | Cosgrave III    | Desmond FitzGerald (1888-1947)                   | Sinn Féin (pro-Trattato) (1922-1923) Cumann na nGaedheal (1923-1927) | 19 settembre 1923 | 23 giugno 1927  |                   |
|                |                 | Kevin O'Higgins (1892-1927)                      | Cumann na nGaedheal                                                  | Cosgrave IV       | 23 giugno 1927  | 14 luglio 1927    |
|                |                 | William Thomas Cosgrave (ad interim) (1880-1965) | Cumann na nGaedheal                                                  | Cosgrave IV       | 14 luglio 1927  | 11 ottobre 1927   |
|                |                 | Patrick McGilligan (1889-1979)                   | Cumann na nGaedheal                                                  | Cosgrave V        | 11 ottobre 1927 | 2 aprile 1930     |
| Cosgrave VI    | 2 aprile 1930   | Patrick McGilligan (1889-1979)                   | Cumann na nGaedheal                                                  | 9 marzo 1932      |                 |                   |
|                |                 | Éamon de Valera (1882-1975)                      | Fianna Fáil                                                          | De Valera III     | 9 marzo 1932    | 8 febbraio 1933   |
| De Valera IV   | 8 febbraio 1933 | Éamon de Valera (1882-1975)                      | Fianna Fáil                                                          | 21 luglio 1937    |                 |                   |
| De Valera V    | 21 luglio 1937  | Éamon de Valera (1882-1975)                      | Fianna Fáil                                                          | 29 dicembre 1937  |                 |                   |

### Repubblica d'Irlanda (1937-presente)
| Ministro                  | Ministro         | Ministro                            | Partito             | Governo           | Mandato           | Mandato          |
| Ministro                  | Ministro         | Ministro                            | Partito             | Governo           | Inizio            | Fine             |
| ------------------------- | ---------------- | ----------------------------------- | ------------------- | ----------------- | ----------------- | ---------------- |
| Affari esterni            |                  |                                     |                     |                   |                   |                  |
|                           |                  | Éamon de Valera (1882-1975)         | Fianna Fáil         | De Valera VI      | 29 dicembre 1937  | 30 giugno 1938   |
| De Valera VII             | 30 giugno 1938   | Éamon de Valera (1882-1975)         | Fianna Fáil         | 1º luglio 1943    |                   |                  |
| De Valera VIII            | 1º luglio 1943   | Éamon de Valera (1882-1975)         | Fianna Fáil         | 9 giugno 1944     |                   |                  |
| De Valera IX              | 9 giugno 1944    | Éamon de Valera (1882-1975)         | Fianna Fáil         | 18 febbraio 1948  |                   |                  |
|                           |                  | Seán MacBride (1904-1988)           | Clann na Poblachta  | Costello I        | 18 febbraio 1948  | 13 giugno 1951   |
|                           |                  | Frank Aiken (1898-1983)             | Fianna Fáil         | De Valera X       | 13 giugno 1951    | 2 giugno 1954    |
|                           |                  | Liam Cosgrave (1920-2017)           | Fine Gael           | Costello II       | 2 giugno 1954     | 20 marzo 1957    |
|                           |                  | Frank Aiken (1898-1983)             | Fianna Fáil         | De Valera XI      | 20 marzo 1957     | 23 giugno 1959   |
| Lemass I                  | 23 giugno 1959   | Frank Aiken (1898-1983)             | Fianna Fáil         | 11 ottobre 1961   |                   |                  |
| Lemass II                 | 11 ottobre 1961  | Frank Aiken (1898-1983)             | Fianna Fáil         | 21 aprile 1965    |                   |                  |
| Lemass III                | 21 aprile 1965   | Frank Aiken (1898-1983)             | Fianna Fáil         | 10 novembre 1966  |                   |                  |
| Lynch I                   | 10 novembre 1966 | Frank Aiken (1898-1983)             | Fianna Fáil         | 2 luglio 1969     |                   |                  |
|                           |                  | Patrick Hillery (1923-2008)         | Fianna Fáil         | Lynch II          | 2 luglio 1969     | 3 gennaio 1973   |
|                           |                  | Brian Lenihan (1930-1995)           | Fianna Fáil         | Lynch II          | 3 gennaio 1973    | 14 marzo 1973    |
| Affari esteri             |                  |                                     |                     |                   |                   |                  |
|                           |                  | Garret FitzGerald (1926-2011)       | Fine Gael           | Cosgrave          | 14 marzo 1973     | 5 luglio 1977    |
|                           |                  | Michael O'Kennedy (1936-2022)       | Fianna Fáil         | Lynch III         | 5 luglio 1977     | 11 dicembre 1979 |
|                           |                  | Brian Lenihan (1930-1995)           | Fianna Fáil         | Haughey I         | 11 dicembre 1979  | 30 giugno 1981   |
|                           |                  | John Kelly (ad interim) (1931-1991) | Fine Gael           | FitzGerald I      | 30 giugno 1981    | 21 ottobre 1981  |
|                           |                  | James Dooge (1922-2010)             | Fine Gael           | FitzGerald I      | 21 ottobre 1981   | 9 marzo 1982     |
|                           |                  | Gerry Collins (1938)                | Fianna Fáil         | Haughey II        | 9 marzo 1982      | 14 dicembre 1982 |
|                           |                  | Peter Barry (1928-2016)             | Fine Gael           | FitzGerald II     | 14 dicembre 1982  | 10 marzo 1987    |
|                           |                  | Brian Lenihan (1930-1995)           | Fianna Fáil         | Haughey III       | 10 marzo 1987     | 12 luglio 1989   |
|                           |                  | Gerry Collins (1938)                | Fianna Fáil         | Haughey IV        | 12 luglio 1989    | 11 febbraio 1992 |
|                           |                  | David Andrews (1935)                | Fianna Fáil         | Reynolds I        | 11 febbraio 1992  | 12 gennaio 1993  |
|                           |                  | Dick Spring (1950)                  | Partito Laburista   | Reynolds II       | 12 gennaio 1993   | 17 novembre 1994 |
|                           |                  | Albert Reynolds (1932-2014)         | Fianna Fáil         | Reynolds II       | 17 novembre 1994  | 15 dicembre 1994 |
|                           |                  | Dick Spring (1950)                  | Partito Laburista   | Bruton            | 15 dicembre 1994  | 26 giugno 1997   |
|                           |                  | Ray Burke (1943)                    | Fianna Fáil         | Ahern I           | 26 giugno 1997    | 8 ottobre 1997   |
|                           |                  | David Andrews (1935)                | Fianna Fáil         | Ahern I           | 8 ottobre 1997    | 27 gennaio 2000  |
|                           |                  | Brian Cowen (1960)                  | Fianna Fáil         | Ahern I           | 27 gennaio 2000   | 6 giugno 2002    |
| Ahern II                  | 6 giugno 2002    | Brian Cowen (1960)                  | Fianna Fáil         | 29 settembre 2004 |                   |                  |
| Ahern II                  |                  |                                     | Dermot Ahern (1955) | Fianna Fáil       | 29 settembre 2004 | 14 giugno 2007   |
| Ahern III                 | 14 giugno 2007   | 7 maggio 2008                       | Dermot Ahern (1955) | Fianna Fáil       |                   |                  |
|                           |                  | Micheál Martin (1960)               | Fianna Fáil         | Cowen             | 7 maggio 2008     | 19 gennaio 2011  |
|                           |                  | Brian Cowen (1960)                  | Fianna Fáil         | Cowen             | 19 gennaio 2011   | 9 marzo 2011     |
|                           |                  | Eamon Gilmore (1955)                | Partito Laburista   | Kenny I           | 9 marzo 2011      | 11 luglio 2014   |
| Affari esteri e commercio |                  |                                     |                     |                   |                   |                  |
|                           |                  | Charles Flanagan (1956)             | Fine Gael           | Kenny I           | 11 luglio 2014    | 6 maggio 2016    |
| Kenny II                  | 6 maggio 2016    | Charles Flanagan (1956)             | Fine Gael           | 14 giugno 2017    |                   |                  |
|                           |                  | Simon Coveney (1972)                | Fine Gael           | Varadkar I        | 14 giugno 2017    | 27 giugno 2020   |
| Martin I                  | 27 giugno 2020   | Simon Coveney (1972)                | Fine Gael           | 17 dicembre 2022  |                   |                  |
| Varadkar II               | 17 dicembre 2022 | Simon Coveney (1972)                | Fine Gael           | 9 aprile 2024     |                   |                  |
| Harris                    | 9 aprile 2024    | Simon Coveney (1972)                | Fine Gael           | in carica         |                   |                  |

### Esplicative
1. 1 2  Il 10 gennaio Arthur Griffith venne eletto Presidente del Dáil Éireann, dopo che il 7 gennaio venne approvato dal Parlamento il Trattato anglo-irlandese, a conclusione della guerra d'indipendenza irlandese. Il 16 gennaio, secondo i termini del trattato, venne istituito il Governo provvisorio dello Stato Libero d'Irlanda, guidato da Michael Collins: si venne così a creare una coesistenza fra due governi, che durò fino al 6 dicembre dello stesso anno, quando si insediò il Consiglio Esecutivo dello Stato Libero d'Irlanda. Tra il 30 agosto e il 6 dicembre, entrambi i governi vennero guidati da William Thomas Cosgrave.
2. ↑  Ricopre anche la carica di Presidente del Dáil Éireann.
3. ↑  Ricopre anche la carica di Vicepresidente del Consiglio esecutivo e di Ministro della giustizia.
4. ↑  Ricopre anche la carica di Presidente del Consiglio esecutivo e di Ministro della giustizia ad interim.
5. ↑  Ricopre anche la carica di Ministro dell'industria e del commercio.
6. ↑  Ricopre anche la carica di Presidente del Consiglio esecutivo.
7. 1 2 3  Ricopre anche la carica di Taoiseach.
8. ↑  Ricopre anche la carica di Tánaiste dal 21 aprile 1965.
9. ↑  Dal 3 marzo 1971.
10. 1 2 3 4  Ricopre anche la carica di Tánaiste.
11. ↑  Dal 2 giugno 2011.
12. ↑  Ministro degli affari esteri dal 24 settembre 2020.
13. ↑  Ricopre anche la carica di Tánaiste dal 30 novembre 2017 al 27 giugno 2020 e dal 17 dicembre 2022, e di Ministro della difesa dal 27 giugno 2020.